# Sgùrr Thuilm
Sgùrr Thuilm är ett berg i Storbritannien.   Det ligger i kommunen Highland och riksdelen Skottland, i den nordvästra delen av landet, 700 km nordväst om huvudstaden London. Toppen på Sgùrr Thuilm är 963 meter över havet.
Terrängen runt Sgùrr Thuilm är huvudsakligen kuperad. Trakten runt Sgùrr Thuilm är nära nog obefolkad, med mindre än två invånare per kvadratkilometer. I omgivningarna runt Sgùrr Thuilm växer i huvudsak blandskog.